# Chinese zwartborstnachtegaal
De Chinese zwartborstnachtegaal (Calliope tschebaiewi synoniem Calliope pectoralis tschebaiewi) is een zangvogel uit de familie der Muscicapidae (vliegenvangers).

## Verspreiding en leefgebied
Deze soort komt voor in Kashmir, Tibet, Midden-China en noordelijk Myanmar.